# Luigi Ferrari Trecate
Luigi Ferrari Trecate (né le 25 août 1884 à Alexandrie – mort le 17 avril 1964 à Rome) est un compositeur, organiste et pédagogue italien.

## Biographie
Luigi Ferrari Trecate a fait ses études à Parme et Pesaro.
Il a obtenu le rôle de second organiste de la Sainte Maison de Lorette, le titulaire étant Ulisse Matthey, enseignant en même temps la musique devenant professeur de composition et d'orgue au Conservatoire de Parme, dont il assume la direction en 1929.

## Œuvres
Parmi ses compositions, on peut noter Regina Ester  (1899), Pierozzo' (1922), La bella e il mostro (1926), Il prode Anselmo (1937),  L'orso re (1950).
En 1953, au Teatro Regio de Parme a eu lieu la première de La capanna dello zio Tom (La Case de l'oncle Tom) en trois actes et un prologue, puis transmis par Radio Rai le 9 juin 1954, dirigé par Nino Sonzogno. Trecate avait déjà collaboré avec le librettiste Joachim Forzano en 1922 pour l'opéra Ciottolino représenté au Teatro dei Piccoli de Vittorio Podrecca.

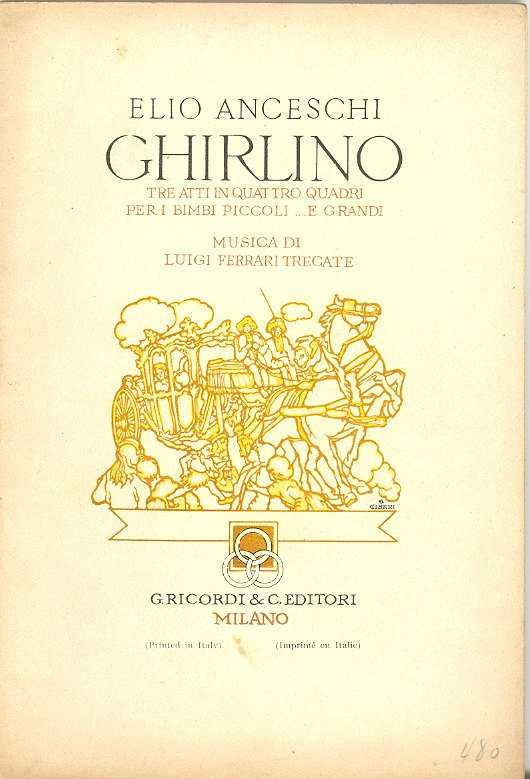
Livret de Ghirlino

### Opéras
- Regina Ester, livret de A. Montanari (1900, Faenza, Teatro dell' Istituto Righi)
- Il Corsaro (d'après George Byron), travail scolaire, (1903, Pesaro, Teatro del Liceo mus.)
- Il piccolo montanaro, un acte, livret de G. Amedeo (1904, Pesaro, Teatro Rossini)
- Galvina, un acte, livret de Forzano (14 mai 1904, Alessandria, Teatro Finzi)
- Fiorella, œuvre écrite pour l'obtention du diplôme de composition, livret de Forzano (10 août 1904, Pesaro, Teatro del Liceo mus.)
- Pierozzo, poème lyrique en 2 parties, livret de Térésah (15 septembre 1922, Alessandria, Teatro municipale)
- Ciottolino, fable musicale 2 actes, 4 tableaux, livret de G. Forzano (8 février 1922 Rome, Teatro dei Piccoli di Podrecca)
- La bella e il mostro, opéra en 3 actes, 5 tableaux, livret de F. Salvatori (20 mars 1926, Milan, la Scala)
- Ghirlino, opéra en 3 actes, livret de E. Anceschi (4 février 1940, Milan, la Scala)
- Buricchio, opéra en 3 actes et un épilogue, livret de E. Anceschi (5 novembre 1948, Bologne, Teatro comunale)
- L'os re, conte de fées en 3 actes, 5 tableaux, livret de E. Anceschi/M. Corradi-Cervi (8 février 1950, Milan, la Scala)
- La capanna dello zio Tom (La Case de l'oncle Tom), opéra en 1 prologue et 3 actes, 4 tableaux, livret de E. Anceschi, d'après le roman de H. Beecher-Stowe, (17 janvier 1953, Parme, Teatro Regio)
- La fantasia fragica (non représenté)
- Lo Spaventapasseri (1963, non représenté)

### Œuvres pour le piano
- Tricromia (Piume, Chitarre, Pattuglie), 1946 (dédié à Arturo Benedetti Michelangeli)
- Ninnoli musicali (12 pièces faciles), 1929
- I nanetti di Biancaneve
- Il barone di Munchhausen
- Il prode Anselmo
- Ombre sullo schermo

### Œuvres pour orgue
- Trittico lourdiano

### Œuvres pour accordéon
- Pantomima umoristica, 1952
- Giochi di Prestigio (tempo di scherzo), 1953
- Onde di veli, 1953
- Velocissimo, 1953
- Cocktail, (pezzo da concerto) 1954
- Concertino delle scale, 1954
- Giocattoli, 6 pezzi facili, 1955 (dédié à Marcosignori, concertiste de l'accordéon)
- Scintille (tempo di scherzo), pour accordéon de concert, 1960
- Corale variato, 1963

### Musique de chambre et orchestrale
- Quartetto per archi in 3 tempi, (1949)
- Improvviso da concerto pour harpe
- Onde di veli pour 4 accordéons (trascr.: Fugazza), 1954
- Contemplazioni, triptyque pour orchestre

### Œuvres vocales
- Pater noster pour voix et orgue ou harmonium, (1952)
- Quattro liriche pour voix et piano, (1955) sur des vers de A. Bertolucci et C. Betocchi